# Rûzbihân Misrî
Abû 'Abillâh Muh. al-ma'rûf bi-Rûzbihân al-'Ajamî al-Fârisî, connu sous le nom de Rûzbihân Misrî ou Rûzbihân al-Fârsî, est un maître soufi perse mort en 1188.

## Biographie
Originaire de Perse, il fut le disciple d'Abû'l-Najîb al-Suhrawardî, du shaykh Husayn Akkârî Shîrâzî et, selon Simnânî, d'Ahmad Ghazâlî. Il s'installe à Alexandrie où il initie à son tour des disciples au soufisme. C'est le cas de Najm al-Dîn Kubrâ qui, sous les conseils de son maître 'Ammâr Bidlîsî, se rendra auprès de lui. 
Il meurt et est enterré à la Qarâfa du Caire en 1188.

## Citations
Peu de temps avant sa mort, il dira de Najm al-Dîn Kubrâ venu lui rendre visite une dernière fois :
« Notre Najm al-Dîn s'en est allé tel un moineau et est revenu comme un faucon royal. L'étoile s'en fut, le soleil parut. »